# Corimelaena californica
Corimelaena californica är en insektsart som beskrevs av Van Duzee 1929. Corimelaena californica ingår i släktet Corimelaena och familjen glansskinnbaggar. Inga underarter finns listade i Catalogue of Life.